# 唐·麦金托什
唐·麦金托什（英語：Don Macintosh，1931年11月6日—1994年6月20日），加拿大男子篮球运动员。他曾代表加拿大获得1956年夏季奥运会男子篮球比赛第九名。他于1994年在安大略省金斯顿去世。